# Stračiūnų kaimo apylinkės
Stračiūnų kaimo apylinkės este o arie protejată (sit de importanță comunitară — SCI) din Lituania întinsă pe o suprafață de 50 ha, integral pe uscat.

## Localizare
Centrul sitului Stračiūnų kaimo apylinkės este situat la coordonatele 54°08′33″N 23°57′26″E / 54.1425°N 23.9572°E.

## Înființare
Situl Stračiūnų kaimo apylinkės a fost declarat sit de importanță comunitară în mai 2009 pentru a proteja 1 specie de animale.

## Biodiversitate
Situată în ecoregiunea boreală, aria protejată nu include niciun habitat protejat.
La baza desemnării sitului se află o specie protejată de  reptile: țestoasa de baltă (Emys orbicularis).